# پین وینگیت
پین وینگیت (به انگلیسی: Paine Wingate) سناتور سابق عضو حزب دموکرات-جمهوری‌خواه بود. وی در سال ۱۷۸۹ تا ۱۷۹۳ میلادی سناتور ایالت نیوهمپشایر در سنای ایالات متحده آمریکا بود.